# بیت لحم (کلیسا)

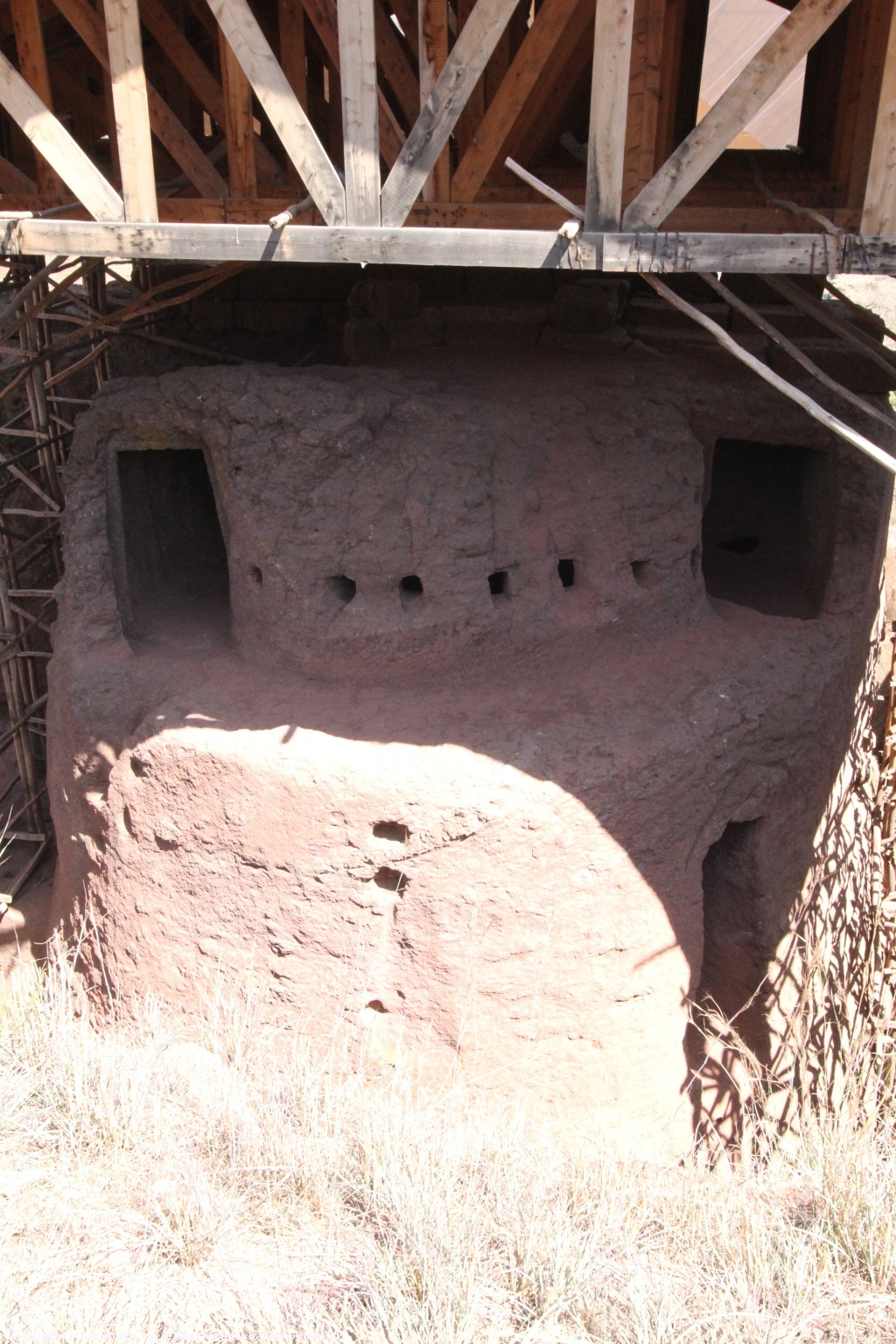
کلیسای سنگی بیته لحم در لالی‌بلا، اتیوپی

بیت لحم (انگلیسی: Biete Lehem) یک کلیسای تک‌سنگی زیرزمینی است که در دل صخره کنده شده است. این کلیسا در لالی‌بلا، اتیوپی قرار دارد و در دوران امپراتوری حبشه ساخته شده است. این کلیسا بخشی از میراث جهانی یونسکو در لالی‌بلا است.

## نام
نام بیته لحم از بیت‌لحم، به عبری: בֵּית לֶחֶם (خانه نان مقدس) گرفته شده است.